# 玉澤演
玉澤演（：／ Ok Taec Yeon，1988年12月27日—），韓國男子偶像組合2PM成員之一，是隊中的主Rapper。玉澤演除了以2PM成員身份活躍於韓國的歌唱及綜藝節目，也是一名演員，曾演出《灰姑娘的姐姐》、《夢想起飛Dream High》、《美麗好時節》、《打架吧鬼神》等熱門電視劇。2012年，於檀國大學經營學系學士畢業，其後參加高麗大學國際經營與貿易學研究所的考试，並得到了錄取通知。在2017年9月4日入伍，於2019年5月16日京畿道高陽市白馬部隊以兵長之姿優秀退伍。韓國音樂著作權家協會登記編號為10003503。

## 簡歷

### 早期生活
玉澤演出生在韓國首爾，在釜山度過他的童年，於12歲時隨家人移民到美國波士頓，並在當地居住6年。學生時期的澤演活躍於象棋學會、爵士樂會、足球隊，懂韓文、英文、西文、日文，是典型的高材生。
2006年參加SBS電視台的選秀比賽《Super Star Survival》，面試時還選了他當時很喜歡的Linkin Park的歌曲《In the end》。當年的參賽者也有後來亦成為2PM成員的黃燦盛及李俊昊。雖然在第一集就被淘汰，但仍被韓國著名製作人朴軫永賞識，加入他旗下的JYP娛樂開始練習生生涯。
2010年12月1日，為了入伍而正式放棄美國居留權。
2012年，玉澤演在國際認可的TOEIC英語考試獲得滿分（990分）。

### 練習生時期
澤演成為JYP Entertainment的練習生後，最初是以模特兒及演技作為重點培訓，後來才被撥入唱歌及舞蹈一類。
在JYP Entertainment跟澤演同期的練習生，還有跟他一起參加SBS《Super Star Survival》的黃燦盛及李俊昊，以及Nichkhun、金峻秀、朴載範及張祐榮，另一男子組合2AM的趙權、任瑟雍、鄭珍雲及李昶旻、BEAST尹斗俊等。當時他們被安排住在同一宿舍內，每天需要接受唱歌及舞蹈訓練。2008年，JYP Entertainment一眾準備出道的練習生們亮相Mnet電視台製作的《熱血男兒》真人show，當中記錄了他們的訓練過程。從這節目，可看出2PM及2AM的雛型。
澤演曾表示，練習生時期過得很艱苦，但每次想起當時已訓練了6年的趙權，就覺得自己的辛苦簡直是九牛一毛。趙權一直是澤演的精神支柱，就算出道後，他也為趙權在自己的大碟上簽名，也寫著「致精神支柱趙權」的字樣。
另外，澤演在練習生時期，也曾參加過《XTM Best Male Contest》比賽並得到第2名，同時亦參與過一個雪糕品牌的廣告。

### 團體出道
經過兩年的訓練生涯，2008年9月4日，澤演以2PM成員的身份正式出道，在隊中擔當主Rapper的角色。另外，跟2PM一起訓練的趙權、任瑟雍、鄭珍雲及李昶旻4人，則比他們早3個月以2AM身份出道。自此，2AM及2PM成為兄弟團體，韓國歌迷們統稱這兩個組合為「One Day」。
2PM的出道歌為〈10分滿分的10分〉（10점 만점에 10점），流行音樂加上hip hop元素，走輕鬆跳脫的路線，將不少體操技巧，如前空翻、側手翻等高難度動作，融入舞蹈當中。

### 野獸偶像時期
2PM被韓國人稱為「野獸偶像」，是由第二首單曲〈Again and again〉開始。當時Producer朴軫永要求2PM每個人都要具備自己獨特的風格，而他認為澤演的風格應該是憤怒。於是澤演在他的Rap部份，加入大量憤怒而肉緊的感情，就像野獸的粗獷。之後為幾首主打歌錄音時，例如〈討厭你〉、〈Heartbeat〉和〈等到累了〉，澤演很自然就以憤怒來演繹。
2009年11月推出的新歌〈Heartbeat〉，在現場演繹歌曲時，一開始便是澤演的近鏡，接著是他的憤怒式說唱部份，令人印象深刻。在2009年11月29日SBS電視台《人氣歌謠》節目中，由澤演負責〈Heartbeat〉的結尾動作，他們的排舞導師建議澤演以一次強而有力的下跪，同時撕破自己的襯衫作為結尾。澤演原本不太願意，但最後仍是照做了，這片段在網上引起了極大迴響，點擊率極高。
同年12月4日，在第30屆青龍電影獎頒獎禮上，擔任表現嘉賓的澤演重拖故技在演出〈Heartbeat〉的結尾時撕開上衫，自此之後不少女藝人如Kara的具荷拉、少女時代的太妍、演員黃仁英等，都表示欣賞澤演的演出。〈Heartbeat〉舞步亦被不少藝人在電視節目中模仿，如劉在錫、鄭珠莉、Brown Eyed Girls、F.T. Island 等等。
及後，澤演以同樣形象，跟尹恩惠、Nichkhun演出CASS啤酒廣告，加上他主持SBS《人氣歌謠》，令他自2009年12月到2010年2月期間人氣高企。2010年2月16日播出的綜藝節目《強心臟》第19集，當時製作單位就以「全國姐姐們的渴望」來形容他。

### 離開JYP、個人約轉簽51K
2018年7月25日，玉澤演離開合作多年的JYP娛樂，與蘇志燮的經紀公司51K簽訂了所屬協定。 JYP娛樂表示，玉澤演雖然離開，但並未退出男團2PM，今後作為2PM一員進行的團體活動仍將由JYP娛樂負責。51K亦表示除了全力推進玉澤演的演員及個人活動外，也將積極與JYP娛樂配合支持2PM的團體活動。
2017年开始服兵役，于有号称“白马师团”的韓國陸軍第9步兵師服役。軍中表現優異，代表參加韓國建軍70週年的「國軍紀念日活動」，澤演領導，全副武裝亮相，與多名優秀戰士共同展示了「未來戰鬥體系」的演習，做為領導代表隊員向總統文在寅敬禮。。因在軍中認真服役，因表現優異而獲提早晉升為兵長，於2019年退伍。
2019年8月接下台灣觀光局代言人(2019-2020)

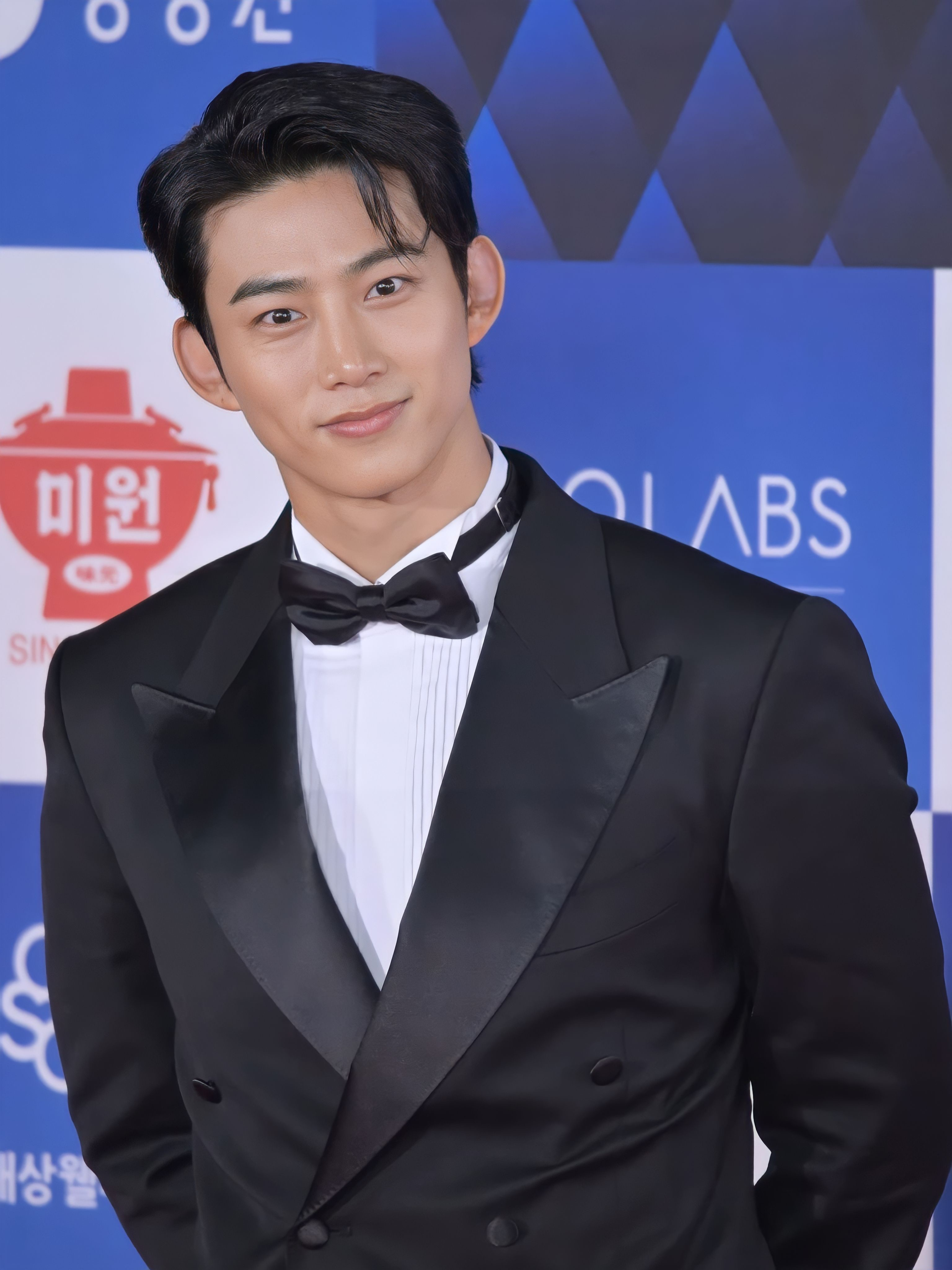
2022年11月於第43屆青龍電影獎紅毯

## 生活
2PM及2AM的成員，在不同場合都曾經表示，澤演是個「時尚恐怖份子」，因為他對服飾配搭的敏感度低，例如他有次在節目中穿上橙色褲配黃色上衣及紅色帽子，以及第一次跟成員見面時全身由帽子到布鞋都是綠色的配搭，不時被成員們取笑。
澤演閒時喜歡上網，2PM其他成員曾在節目中，模仿他在宿舍上網時，躺在床上將手提電腦放在胸口上的形態。
澤演雖然台上以野獸偶像的形象出現，但台下的他卻是走可愛路線，而且他平常喜歡向2PM及2AM其他成員如趙權等撒嬌。
澤演在學業上十分優秀，在美國讀書時曾拿過獎學金，亦在2012年當歌手期間在TOEIC考試（國際認可的英語考試）中考獲990/990的滿分佳績。而且成員Nichkhun在雜誌上提及澤演很聰明，在討論不同的話題時也能立刻聊起科學或歷史的內容，認為他如果沒有當歌手的話會是一位大學教授。澤演也表示自己非常喜歡世界歷史。
成員張祐榮曾在採訪提及澤演的心靈很脆弱，所以成員和朴軫永會一直給予他贊揚，因為責怪的話會讓他受傷，更指肌肉只是表面現象，可能因為這樣澤演才練出肌肉。澤演平日十分樂觀，也很擅長讓自己變得開心，做一些怪聲或諸如此類的舉動，但當他變得比平時更要開心的時候，成員會感到害怕和制止他，因為那樣會讓成員十分擔心他。　
另外，他的興趣是畫漫畫，而且愛畫貓，將來希望可以在漫畫界有點作為，也已發行OKCAT相關產品大受歡迎。他也表示將來如果自己不再是藝人，可能會從事有關房地產的工作，他本人在大學也主修金融相關的科目。
澤演原有韓國與美國雙國籍，(他沒有美國國籍,只有美國綠卡,綠卡不代表國籍只是合法的永久居留身分證），後來他放棄美國永久居留權，選擇韓國國籍，需盡大韓民國男子的義務入伍服役。但因為「腰傷」的關係，原可當公益兵，澤演卻堅持當「現役軍人」，進行眼睛雷射手術及兩次的腰部手術，並取出手臂鋼釘，讓自己身體狀況恢復到正常。
2020年6月證實有穩定的圈外女友(2017年認識)。

## 音樂作品
所屬團體之共同作品，請參閱 2PM

### 參與歌曲
- Bada〈Yes I'm In Love〉
- 2009年 白智榮〈내 귀에 캔디 我耳邊的糖果〉Feat. 澤演
- 2010年2月20日 音樂中心金鐘國  回想 Feat. 澤演
- 2012年 Blue Bears 〈翅膀〉
- 2012年 Miss A〈Madness〉
- 2013年 《我們結婚了 世界版》OST 《I Love You》with 吳映潔(鬼鬼)
- 2013年 趙容弼 第19張專輯 〈Hello〉 日文版  Feat. 澤演

### 自創歌曲
- 日本演唱會單獨表演
  - 2012年5月25日 <Kiss> and <After you've left me>
  - 2013年4月15日 <I Love U, U Love Me〉（日文）
- 孤獨的 OKCAT 聖誕 EVENT
  - 2016年12月14日 <Merry Christmas to you>[16]

### 個人歌曲
- 以OKCAT的名義發行
  - 2013年10月17日 <옥캣송>
  - 2013年12月17日 <옥캣송>（聖誕節版本）

### 個人專輯
- 2017年1月18日：《TAECYEON SPECIAL ～Winter 一人～》

## 影視作品

### 電視劇
| 年份 | 電視台     | 劇名                               | 角色           | 性質           |
| ---- | ---------- | ---------------------------------- | -------------- | -------------- |
| 2010 | KBS        | 《灰姑娘的姐姐》                   | 韓廷佑         | 主演           |
| 2011 | KBS        | 《Dream High》                     | 玄振國／玄時赫 | 主演           |
| 2011 | 富士電視台 | 《BOSS 2》                         | 自己           | 客串（Case 6） |
| 2011 | 富士電視台 | 《明星保鑣99天》                   | 韓智申         | 共演           |
| 2013 | TvN        | 《Who Are You》                    | 車健宇         | 主演           |
| 2014 | KBS        | 《真是好時節》                     | 姜東熙         | 主演           |
| 2015 | KBS        | 《Assembly》                       | 金圭煥         | 主演           |
| 2016 | TvN        | 《打架吧鬼神》                     | 朴奉汃         | 主演           |
| 2017 | OCN        | 《救救我》                         | 韓尚煥         | 主演           |
| 2017 | KBS        | 《Drama Special : 你其實近在咫尺》 | 電台職員       | 特别出演       |
| 2020 | MBC        | 《The Game：向著零時》             | 金泰平         | 主演           |
| 2021 | TvN        | 《黑道律師文森佐》                 | 張俊宇／張漢碩 | 主演           |
| 2021 | TvN        | 《御史與祚怡》                     | 羅二言         | 主演           |
| 2022 | TvN        | 《O'PENing - 區分聲音的方法》      | 張俊宇         | 特別出演       |
| 2022 | TvN        | 《Blind》                          | 柳成俊         | 主演           |
| 2023 | Netflix    | 《愛你的凱蒂》                     | 朴洋           | 特別出演       |
| 2023 | KBS        | 《為你心動》                       | 宣于血           | 主演           |
| 2025 | KBS2       | 《我奪走了公爵的初夜》             | 慶成君李繁     | 主演           |

### 網路劇
| 年份 | 播放平台              | 劇名           | 角色   | 備註                 |
| ---- | --------------------- | -------------- | ------ | -------------------- |
| 2016 | NAVER tvcast          | 《碰觸你》     | 都鎮宇 | 男主角               |
| 2016 | NAVER tvcast、YouTube | 《七次的初吻》 | 玉澤演 | 第六集－Hold不住的你 |

### 電影
| 年份 | 片名           | 角色      | 性質         |
| ---- | -------------- | --------- | ------------ |
| 2013 | 《結婚前夜》   | 源哲      | 主演         |
| 2017 | 《時間外的家》 | 崔神父    | 男主角       |
| 2022 | 《韓山島海戰》 | 任俊永    | 男配角       |
| 2025 | 《巴黎大宅》   | Rick Yuan | 首部日本電影 |

## 綜藝節目
| 2月21日－7月11日   | SBS | 《家族誕生2》         | 固定成員          |
| 2013年             |     |                       |                   |
| 4月7日－7月14日    | MBC | 《我們結婚了 世界版》 | 固定演出 (吳映潔) |
| 2014年             |     |                       |                   |
| 10月17日－12月19日 | tvN | 《一日三餐》農村篇    | 固定演出          |
| 2015年             |     |                       |                   |
| 5月15日－9月11日   | tvN | 《一日三餐》旌善篇    | 固定演出          |

## 主持

### 節目主持
| 日期                | 電視台 | 節目名稱     | 合作藝人 |
| ------------------- | ------ | ------------ | -------- |
| 2009年7月—2010年7月 | SBS    | 《人氣歌謠》 | 與祐榮   |

### 典禮主持
| 日期           | 電視台 | 節目名稱           | 合作藝人       |
| -------------- | ------ | ------------------ | -------------- |
| 2013年6月28日  |        | 《中韓友誼演唱會》 | 與潤娥、圭賢   |
| 2013年10月9日  | KBS    | 《亞洲音樂節》     | 與銀赫、KRIS   |
| 2014年12月26日 | KBS    | 《歌謠盛典》       | 潤娥、李輝才   |
| 2015年12月30日 | KBS    | 《歌謠盛典》       | 與Hani、李輝才 |

## 獎項
| 年份 | 頒獎典禮              | 獎項                          | 作品               | 結果 |
| 2010 | KBS演技大獎           | 男子新人獎                    | 灰姑娘的姐姐       | 提名 |
| 2011 | 第47屆百想藝術大獎    | 電視劇部門 男子新人演技獎     | 灰姑娘的姐姐       | 提名 |
| 2011 | 第47屆百想藝術大獎    | 男子人氣獎                    | 灰姑娘的姐姐       | 提名 |
| 2014 | 第50屆百想藝術大獎    | 電影部門 男子人氣獎           | 結婚前夜           | 提名 |
| 2014 | 第50屆百想藝術大獎    | 電視部門 男子人氣獎           | 真是好時節         | 提名 |
| 2014 | 第3屆APAN Star Awards | 長篇電視劇 男子優秀演技賞     | 真是好時節         | 提名 |
| 2014 | KBS演技大獎           | 長篇電視劇部門 男子優秀演技獎 | 真是好時節         | 提名 |
| 2014 | KBS演技大獎           | 網絡男子人氣獎                | 真是好時節         | 提名 |
| 2017 | 2017韓國電影明星獎    | 人氣獎                        | 時間外的家         | 獲獎 |
| 2020 | MBC演技大獎           | 水木劇部門 男子最優秀演技獎   | The Game：向著零時 | 提名 |

## 雜誌
- 2013 11月號 VOGUE girl
- 2021 3月號 Single , 1st Look
- 2023 3月號 GQ tw 封面人物

## 粉絲見面會
- 2013年12月25日 Lonely Okcat's Christmas Event (韓國)
- 2014年12月25日 Lonely Okcat's Christmas Event (韓國2場次)
- 2015年12月24-25日 Lonely Okcat's Christmas Event (韓國)
- 2016年12月23-25日 Lonely Okcat's Christmas Event (韓國5場次)
- 2019年12月24-25日 Okcat Christmas Returnz (韓國3場次)
- 2020年12月12日 線上fan meeting (日本)
- 2022年12月10-11日 Lonely Okcat's Early Christmas (韓國4場次)
- 2023年9月16日 OK TAECYEON ASIA FANMEETING 2023: TAECYEON IN ASIA SpecialTY

| 日期           | 見面會站次 | 舉行地點              |
| -------------- | ---------- | --------------------- |
| 2023年9月16日  | 台北站     | 台北國際會議中心 TICC |
| 2023年9月23日  | 馬尼拉站   | New Frontier Theater  |
| 2023年9月29日  | 香港站     | 九龍灣國際展貿中心    |
| 2023年10月14日 | 曼谷站     | MGI Hall              |
| 2023年10月21日 | 雅加達站   | The Kasablanka Hall   |

- 2023年12月23-24日 Lonely Okcat's Christmas (韓國4場次)
- 2025年2月15-16日 SweeTY: OkCat's Happy Valentine's Day (韓國4場次)
- 2025年3月8日 2025 OK Taecyeon Event ~SweeTY~ (日本2場次)
- 2025年5月25日 2025 SOJISUB & OKTAECYEON FANMEETING：SONICe parTY in TAIPEI (TICC)

## 公益活動
- 2023 3 11 GQ Suit Walk台北國際大使

## 外部連結
- 玉澤演的Instagram帳戶
- 官方网站 
- YouTube上的2pm頻道 （英文）
- 玉澤演的X（前Twitter）
- 玉澤演的Youtube頻道 （页面存档备份，存于）